# Império Gasnévida

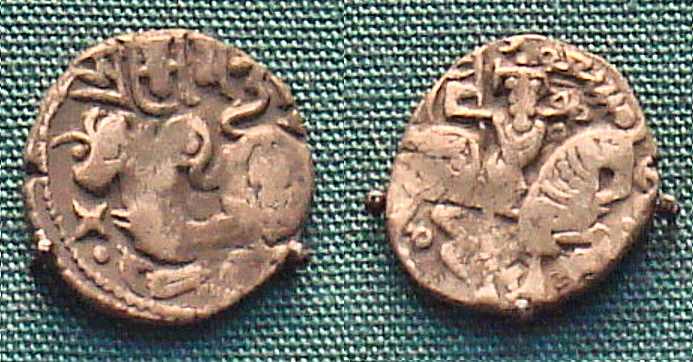
Moeda de r. com seu nome em

Império Gasnévida ou Gasnávida foi um Estado muçulmano sunita dos séculos X-XII que se estendeu pelo Baluchistão (Afeganistão e Paquistão), Coração (atuais Afeganistão, Irã, Tajiquistão, Turcomenistão e Usbequistão), em especial na região da Corásmia, na Pérsia até Jibal e ainda o norte da Índia. Gásni, hoje no Afeganistão, foi sua capital. Foi fundado em 977 pela dinastia turca de Sabuqueteguim, um antigo oficial do Império Samânida, e existiu até 1186, quando foi conquistado pelo Sultanato Gúrida. O filho de Sabuqueteguim, Mamude (r. 998–1030), expandiu o império na região que vai desde o rio Oxo até o vale do Indo e oceano Índico; ao oeste, alcançou Rei e Hamadã. Sob Maçude I (r. 1030–1040), o império sofreu grandes perdas territoriais, com seus territórios ocidentais sendo perdidos aos seljúcidas na Batalha de Dandanacã. Gásni foi perdida em 1160, no tempo da ascensão de Cosroes Maleque (r. 1160–1186), ou um pouco depois, e Laore tornar-se-ia a nova capital. Em 1186, Cosroes foi deposto pelos gúridas.
Diante da influência de letrados e pensadores de origem persa, a dinastia rapidamente adotou a língua persa e ligou suas origens à dos reis da antiga Pérsia.

## Lista de governantes
| #  | Apelido                                                          | Nome pessoal    | Reinado         | Direito de sucessão             | Notas |
| -- | ---------------------------------------------------------------- | --------------- | --------------- | ------------------------------- | --- |
| 1  | Naceradim ?‎                                                      | Sabuqueteguim   | 977–997         |                                 | |
| 2  | Não intitulado                                                   | Ismail          | 997–998         | filho de Sabuqueteguim          | |
| 3  | Iamim Daulá یمین الدولہ ابو لقاسم‎ Homem da mão direita do estado | Mamude          | 998–1030        | primeiro filho de Sabuqueteguim | |
| 4  | Jalal Daulá جلال الدولہ‎ Dignidade do estado                      | Maomé           | 1030 1º reinado | segundo filho de Mamude         | |
| 5  | Xiabe Daulá شھاب الدولہ‎ Estrela do estado                        | Maçude I        | 1030–1041       | primeiro filho de Mamude        | Foi derrubado, preso e executado, seguindo a batalha de Dandanacã |
| —  | Jalal Daulá جلال الدولہ‎ Dignidade do estado                      | Maomé           | 1041 2º reinado | segundo filho de Mamude         | Criado para o trono após a remoção de Maçude I. |
| 6  | Xiabe Daulá شھاب الدولہ‎ Estrela do estado                        | Maudude         | 1041–1048       | filho de Maçude I               | Derrotou Maomé na batalha de Nangrahar e ganhou o trono. |
| 7  | ? ‎                                                               | Maçude II       | 1048            | filho de Maudude                | |
| 8  | Ba Daulá بھاء الدولہ ‎ ?                                          | Ali             | 1048–1049       | filho de Maçude I               | |
| 9  | Iz Daulá عز الدولہ‎ ?                                             | Abde Arraxide   | 1049–1052       | quinto filho de Mamude          | |
| 10 | Quiuã Daulá ?‎ ?                                                  | Tugril          | 1052–1053       | General turco mameluco          | Usurpou o trono gasnévida após massacrar Abde Arraxide e onze outros príncipes.                                                                                               |
| 11 | Jamal Daulá جمال الدولہ‎ Beleza do estado                         | Faruzade        | 1053–1059       | filho de Maçude I               | |
| 12 | Zair Daulá ظھیر الدولہ‎ ?                                         | Ibraim          | 1059–1099       | filho de Maçude I               | |
| 13 | Alá Daulá علاء الدولہ‎ ?                                          | Maçude III      | 1099–1115       | filho de Ibrahim                | |
| 14 | Camal Daulá کمال الدولہ‎ ?                                        | Xirzade         | 1115–1116       | filho de Maçude III             | Assassinado por seu irmão mais novo, Arslã ibne Maçude. |
| 15 | Sultão Daulá سلطان الدولہ‎ Sultão do estado                       | Arslã Xá        | 1116–1117       | filho de Maçude III             | Tomou um trono de seu irmão mais velho Xirzade, mas enfrentou uma rebelião de seu outro irmão Barã Xá, que foi apoiado pelo sultão do Grande Império Seljúcida, Amade Sanjar. |
| 16 | Iamim Daulá یمین الدولہ ‎ Homem da mão-direita do estado          | Barã Xá         | 1117–1157       | filho de Maçude III             | Sob Barã Xá, o Império Gasnévida se torna vassalo do Império Seljúcida. Barã foi assistido pelo sultão seljúcida Amade Sanjar para garantir seu trono.                        |
| 17 | Muiz Daulá معزالدولہ ‎ ?                                          | Cosroes Xá      | 1157–1160       | filho de Barã Xá                | |
| 18 | Taje Daulá تاج الدولہ‎ Corvo do estado                            | Cosroes Maleque | 1160–1186       | filho de Cosroes Xá             | |